# Гернзейская (порода коров)
Гернзейская порода — порода коров молочного направления продуктивности, достижение современного молочного скотоводства, конкурент голштинам.

## История

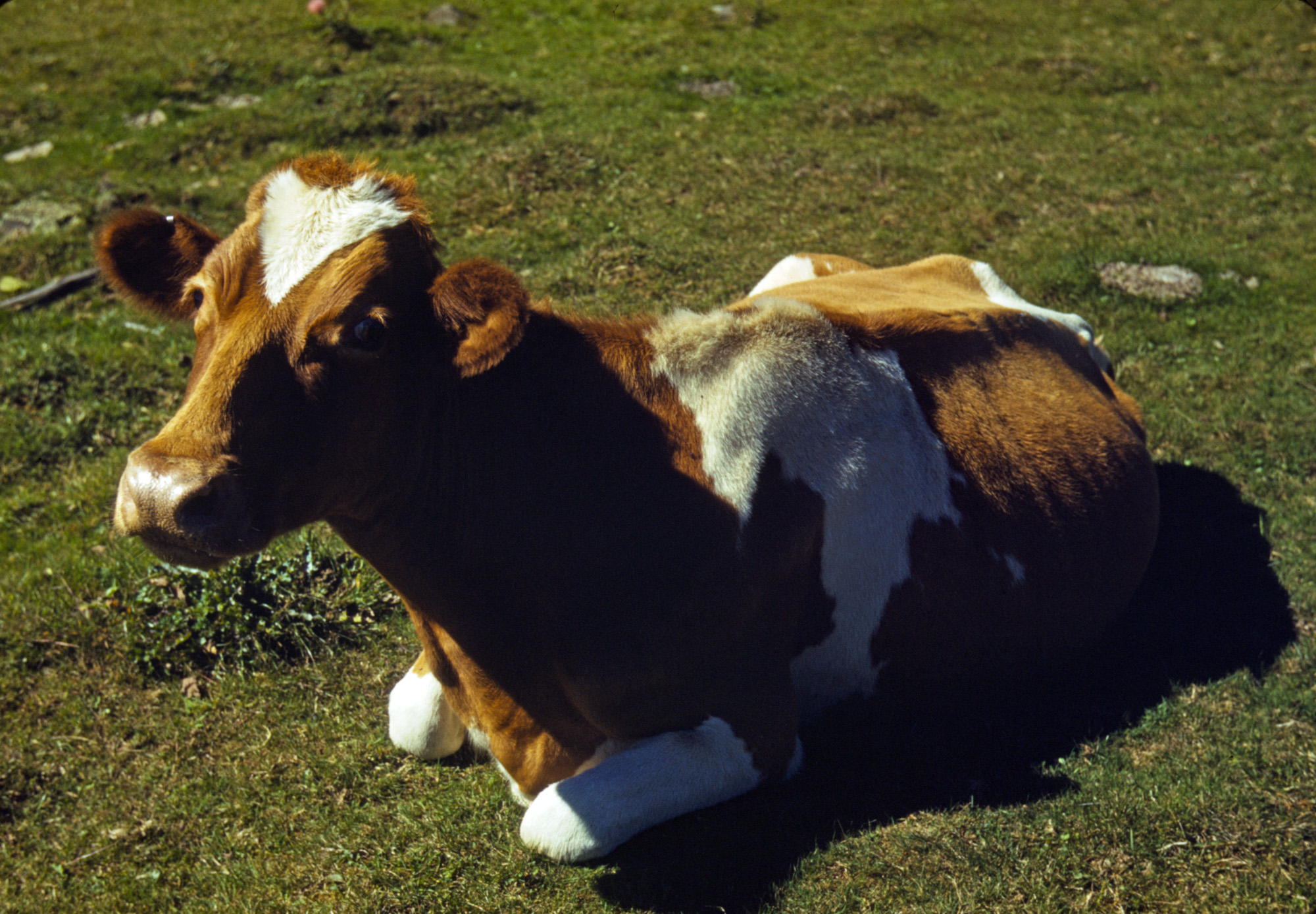
Теленок

Родина этих животных расположена у побережья Франции, в проливе Ла-Манш, на острове Гернси (Нормандские острова). Гернейзская порода — одна из трёх пород Нормандских островов, была впервые зарегистрирована как отдельная порода около 1700(тогда почему современная?) года. Также здесь обитает джерсейская порода. Олдернейская порода вымерла.
Гернзейская порода распространена в США, Англии, Австралии, а в России этот скот пока не получил распространение.  

## Характеристика
Скот гернзейской породы очень долговечен: коровы телятся и доятся до 14 лет и старше. Первый отел, как правило, бывает в возрасте 27 месяцев, удой за первую лактацию колеблется от 2700 до 3600 кг молока. Максимальную продуктивность от гернзейских коров часто получают лишь в возрасте 8-10 лет.  
Является идеальным кандидатом для интенсивного выпаса за счет предрасположенности к пастбищному типу содержания. Обладает мягким нравом, преобладают легкие отелы. Эффективно производит молоко из меньшего количества корма, чем другие породы.
Животные преимущественно рыжей масти. Иногда встречаются особи бурого оттенка, либо красноватого, что тоже считается нормой. Для этой породы характерны белые отметины на брюхе и ногах. Экстерьер гернзейской породы типичен для молочного скота. Конституция плотная, костяк тонкий, высота в холке 130 см. Средняя живая масса быков 700-750 кг, коров 450-500 кг.

## Продуктивность
Средний удои от 8000 до 8500 кг. Молоко обладает богатым вкусом, имеет большое количество жира и белка. Жирность молока 4,5-5%, белок 3,5-3,9%. Из-за большого содержания бета-каротина молоко имеет желтоватый оттенок. Средняя скорость молокоотдачи 2,5 кг/мин. Скот гернзейской породы хорошо приспосабливается к различным условиям содержания, коровы выносливы и послушны. Средняя продуктивная жизнь 5 лет. 

## Достоинства
- Благодаря предрасположенности к выпасу, мягкому нраву, легкости отела и способности эффективно производить молоко из меньшего количества корма, чем у других пород, она является идеальным кандидатом для интенсивного выпаса. Производители молочной продукции могут реализовать свой потенциал получения прибыли при одновременном снижении затрат на управление.
- Светлая масть коров повышает устойчивость к жаре и уменьшает тепловой стресс, что увеличивает способность поддерживать уровень производства молока в любом месте.
- После многих лет селекции животные этой породы стали очень эффективными производителями молока, у которых нет наследственных генетических дефектов.

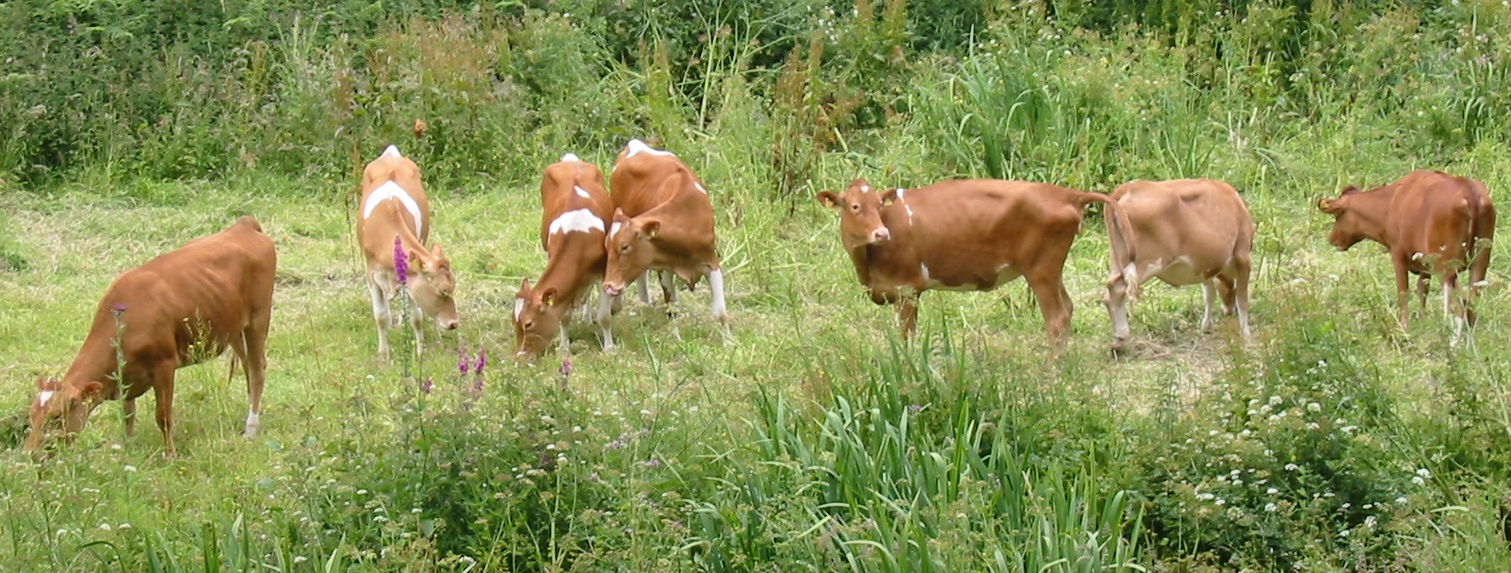